# Kipnuk (Alaska)
Kipnuk es un lugar designado por el censo ubicado en el Área censal de Bethel en el estado estadounidense de Alaska. En el Censo de 2010 tenía una población de 639 habitantes y una densidad poblacional de 12,15 personas por km².

## Geografía
Kipnuk se encuentra en las coordenadas 59°56′13″N 164°3′33″O / 59.93694, -164.05917. Según la Oficina del Censo de los Estados Unidos, Kipnuk tiene una superficie total de 52.6 km², de la cual 51.77 km² corresponden a tierra firme y (1.58%) 0.83 km² es agua.

## Demografía
Según el censo de 2010, había 639 personas residiendo en Kipnuk. La densidad de población era de 12,15 hab./km². De los 639 habitantes, Kipnuk estaba compuesto por el 2.03% blancos, el 0% eran afroamericanos, el 97.65% eran amerindios, el 0% eran asiáticos, el 0% eran isleños del Pacífico, el 0% eran de otras razas y el 0.31% pertenecían a dos o más razas. Del total de la población el 0% eran hispanos o latinos de cualquier raza.

## Localidades adyacentes
El siguiente diagrama muestra a las localidades más próximas a Kipnuk.